# Малорыжково
Малорыжково — посёлок в Сосковском районе Орловской области России.
Входит в состав муниципального образования Рыжковского сельского поселения.

## География
Расположен южнее посёлка Камень и севернее посёлка Новорыжково, с которым Малорыжково соединяет просёлочная дорога. Посёлок расположен на правом берегу реки Шатоха, впадающей в реку Крома.

## История
По состоянию на 1927 год посёлок принадлежал Астаховскому сельскому совету Сосковской волости Орловского уезда. Его население составляло 36 человек (17 мужчин и 19 женщин) при 6 дворах.

## Население
| 2010 |
| ---- |
| 14   |